# IC 3990
IC 3990 је спирална галаксија у сазвјежђу Береникина коса која се налази на листи објеката дубоког неба у Индекс каталогу.
Деклинација објекта је + 28° 53' 42" а ректасцензија 12h 59m 39,3s. Привидна величина (магнитуда) објекта IC 3990 износи 14,4 а фотографска магнитуда 15,3. IC 3990 је још познат и под ознакама MCG 5-31-71, CGCG 160-77, PGC 44633.